# Герсонский, Сергей Рафаэльевич
Сергей Рафаэльевич Герсонский (род. 21 февраля 1960, Черниговка) — советский и российский хоккейный тренер. Заслуженный тренер Республики Казахстан, заслуженный тренер России.

## Биография
Родился 21 февраля 1960 года в Черниговке[где?].
Хоккеем начал заниматься в 1969 году, тренер В. Г. Решетников. Выступал за «Амурсталь» Комсомольск-на-Амуре в низших лигах первенства СССР. Серебряный призер чемпионата СССР среди юниоров, бронзовый призер среди юношей.
Служил в рядах Советской Армии.
Рано завершил карьеру и стал тренером. С 1983 года работал в хоккейной школе Усть-Каменогорска с командами 1968, 1973 и 1983 годов рождения. В 1995 году переехал в Омск, пригласив с собой команды 1981 и 1983 годов рождения. Среди воспитанников — Алексей Трощинский, Константин Шафранов, Антон Курьянов, Игорь Никитин, Александр Пережогин, Андрей Таратухин.
Работал главным тренером команд «Торпедо-2» Усть-Каменогорск, «Авангард-ВДВ» Омск, «Мостовик» Курган. Тренер в «Авангарде» по работе с молодыми игроками (2002/03). Дважды был главным тренером «Авангарда»: с 10 июня по 22 октября 2003 года и с 31 декабря 2007 по 16 сентября 2008 года. С 27 января 2005 по 31 декабря 2007 и сентября 2008 до 3 ноября 2011 — тренер «Салавата Юлаева» Уфа.
Главный тренер студенческой сборной Казахстана — победителя Всемирной Универсиады 1995.
Входил в тренерский штаб победных сборных на юниорском чемпионате мира 2001 и молодёжном чемпионате мира 2003.
Главный тренер молодёжной сборнойна чемпионате мира 2005 — второе место.
В сезоне 2015/16 — главный тренер команды ВХЛ «Звезда» (Чехов). С 26 февраля 2019 — главный тренер юношеской команды «СКА-Юность 05» Екатеринбург.

## Семья
Есть сын и дочь.